# Lijst van voetbalinterlands Engeland - Slovenië
Deze lijst van voetbalinterlands is een overzicht van alle officiële voetbalwedstrijden tussen de nationale teams van Engeland en Slovenië. De landen speelden tot op heden zes keer tegen elkaar, te beginnen met een vriendschappelijke wedstrijd op 5 september 2009 in Londen. Het laatste duel, een groepswedstrijd tijdens het Europees kampioenschap voetbal 2024, vond plaats in Keulen (Duitsland) op 25 juni 2024.

## Wedstrijden
| № | Plaats         | Datum            | Competitie           | Wedstrijd           | Uitslag |
| - | -------------- | ---------------- | -------------------- | ------------------- | ------- |
| 1 | Londen         | 5 september 2009 | Vriendschappelijk    | Engeland – Slovenië | 2 – 1   |
| 2 | Port Elizabeth | 23 juni 2010     | WK 2010              | Slovenië – Engeland | 0 – 1   |
| 3 | Londen         | 15 november 2014 | EK 2016 kwalificatie | Engeland − Slovenië | 3 − 1   |
| 4 | Ljubljana      | 14 juni 2015     | EK 2016 kwalificatie | Slovenië − Engeland | 2 − 3   |
| 5 | Ljubljana      | 11 oktober 2016  | WK 2018 kwalificatie | Slovenië – Engeland | 0 – 0   |
| 6 | Londen         | 5 oktober 2017   | WK 2018 kwalificatie | Engeland – Slovenië | 1 – 0   |
| 7 | Keulen         | 25 juni 2024     | EK 2024              | Engeland – Slovenië | 0 – 0   |

## Samenvatting
| Competitie        | Totaal gespeeld | Winst Engeland | Gelijk | Winst Slovenië | Doelsaldo Engeland – Slovenië |
| ----------------- | --------------- | -------------- | ------ | -------------- | ----------------------------- |
| WK-eindronde      | 1               | 1              | 0      | 0              | 1 − 0                         |
| WK-kwalificatie   | 2               | 1              | 1      | 0              | 1 − 0                         |
| EK-eindronde      | 1               | 0              | 1      | 0              | 0 − 0                         |
| EK-kwalificatie   | 2               | 2              | 0      | 0              | 6 − 3                         |
| Vriendschappelijk | 1               | 1              | 0      | 0              | 2 − 1                         |
| Totaal            | 7               | 5              | 2      | 0              | 10 − 4                        |

Wedstrijden bepaald door strafschoppen worden, in lijn met de FIFA, als een gelijkspel gerekend.

## Details

### Eerste ontmoeting
| Vriendschappelijk (Londen, Verenigd Koninkrijk, 5 september 2009): |              | |
| Engeland | 2 – 1        | Slovenië |
| Frank Lampard 31' (pen.) Jermain Defoe 63' | doelpunten   | 84' Zlatan Ljubijankič |
| Fabio Capello | bondscoach   | Matjaž Kek |
| Robert Green Glen Johnson Steven Gerrard 46' Matthew Upson 64' John Terry Shaun Wright-Phillips 46' Frank Lampard 46' Emile Heskey 46' Wayne Rooney 80' Gareth Barry Ashley Cole | opstellingen | Samir Handanović Mišo Brečko Marko Šuler 34' Boštjan Cesar Robert Koren 65' Valter Birsa 55' Milivoje Novakovič Bojan Jokić 71' Zlatko Dedič 77' Andraž Kirm 77' Aleksandar Radosavljevič |
| James Milner 46' Aaron Lennon 46' Michael Carrick 46' Jermain Defoe 46' Joleon Lescott 64' Carlton Cole 80'                                                                      | wissels      | 34' Matej Mavrič 55' Zlatan Ljubijankič 65' Andrej Komac 71' Nejc Pečnik 77' Dalibor Stevanovič 77' Rene Krhin                                                                            |
| | gele kaarten | 18' Andraž Kirm 30' Boštjan Cesar 72' Mišo Brečko |

### Tweede ontmoeting
| WK 2010 (Port Elizabeth, Zuid-Afrika, 23 juni 2010): |              | |
| Slovenië | 0 – 1        | Engeland |
| | doelpunten   | 22' Jermain Defoe |
| Matjaž Kek | bondscoach   | Fabio Capello |
| Samir Handanovič Mišo Brečko Marko Šuler Boštjan Cesar Bojan Jokić Valter Birsa Aleksandar Radosavljevič Robert Koren Andraž Kirm 79' Zlatan Ljubijankič 62' Milivoje Novakovič | opstellingen | David James Glen Johnson John Terry Matthew Upson Ashley Cole James Milner Frank Lampard Gareth Barry Steven Gerrard 86' Jermain Defoe 72' Wayne Rooney |
| Zlatko Dedič 62' Tim Matavž 79' | wissels      | 72' Joe Cole 86' Emile Heskey |
| Bojan Jokić 40' Valter Birsa 79' Zlatko Dedič 81' | gele kaarten | 48' Glen Johnson |

### Derde ontmoeting
| EK 2016 kwalificatie (scheidsrechter Olegário Benquerença, Londen, 15 november 2014):                                                                              |              | |
| Engeland | 3 – 1        | Slovenië |
| Wayne Rooney 59' (pen.) Danny Welbeck 66' Danny Welbeck 72' | goals        | 58' (e.d.) Jordan Henderson |
| Roy Hodgson | bondscoach   | Srečko Katanec |
| Joe Hart Phil Jagielka 89' Gary Cahill Kieran Gibbs Nathaniel Clyne Adam Lallana 80' Jordan Henderson Jack Wilshere Raheem Sterling 85' Wayne Rooney Danny Welbeck | opstellingen | Samir Handanović Boštjan Cesar Branko Ilič Mišo Brečko Andraž Struna 63' Valter Birsa Aleš Mertelj Kevin Kampl 75' Jasmin Kurtič Milivoje Novakovič 78' Andraž Kirm |
| James Milner 80' Alex Oxlade-Chamberlain 85' Chris Smalling 89' | wissels      | 63' Dejan Lazarević 75' Rajko Rotman 78' Zlatan Ljubijankič |
| Kieran Gibbs 52' Nathaniel Clyne 79' Raheem Sterling 82' Phil Jagielka 88'                                                                                         | gele kaarten | 58' Boštjan Cesar |
| - Debuut van Nathaniel Clyne (Southampton FC) voor Engeland. - Honderdste interland van Engelse aanvoerder Wayne Rooney (Manchester United).                       |              | |

### Vierde ontmoeting
| EK 2016 kwalificatie (scheidsrechter Alberto Undiano Mallenco, Ljubljana, 14 juni 2015):                                                                          |              | |
| Slovenië | 2 – 3        | Engeland |
| Milivoje Novakovič 37' Nejc Pečnik 84' | goals        | 57' Jack Wilshere 73' Jack Wilshere 86' Wayne Rooney |
| Srečko Katanec | bondscoach   | Roy Hodgson |
| Samir Handanović Boštjan Cesar Branko Ilič Bojan Jokić Mišo Brečko Aleš Mertelj Josip Iličić 61' Kevin Kampl Jasmin Kurtič 79' Andraž Kirm 72' Milivoje Novakovič | opstellingen | Joe Hart Gary Cahill Kieran Gibbs Chris Smalling 46' Phil Jones Jordan Henderson 85' Fabian Delph 74' Andros Townsend Raheem Sterling Wayne Rooney Jack Wilshere |
| Valter Birsa 61' Nejc Pečnik 72' Dejan Lazarević 79' | wissels      | 46' Adam Lallana 74' Theo Walcott 85' Nathaniel Clyne |
| Mišo Brečko 57' | gele kaarten | |

### Vijfde ontmoeting
| WK 2018 kwalificatie (scheidsrechter Deniz Aytekin, Ljubljana, 11 oktober 2016):                                                                             |              | |
| Slovenië | 0 – 0        | Engeland |
| | goals        | |
| Srečko Katanec | bondscoach   | Gareth Southgate |
| Jan Oblak Bojan Jokić Boštjan Cesar 68' Miral Samardžić Aljaž Struna Rene Krhin 84' Roman Bezjak Jasmin Kurtič Valter Birsa 59' Benjamin Verbič Josip Iličić | opstellingen | Joe Hart Kyle Walker Danny Rose Jordan Henderson Gary Cahill John Stones 62' Theo Walcott Eric Dier 73' Dele Alli Jesse Lingard 82' Daniel Sturridge |
| Rok Kronaveter 59' Miha Mevlja 68' Nik Omladič 84' | wissels      | 62' Andros Townsend 73' Wayne Rooney 82' Marcus Rashford                                                                                             |
| Valter Birsa 37' Rok Kronaveter 87' Aljaž Struna 89' | gele kaarten | 20' Eric Dier 31' Daniel Sturridge 88' Gary Cahill 89' Jesse Lingard                                                                                 |

FA · A-internationals · Selecties · Bondscoaches · Engels vrouwenelftal · Brits olympisch elftal · Engeland -21 · Engeland -20 · Engeland -19 · Engeland -18 · Engeland -17 · Engeland -16 · Vrouwen -17
1872 – 1899 ·
1900 – 1919 ·
1920 – 1929 ·
1930 – 1939 ·
1940 – 1949 ·
1950 – 1959 ·
1960 – 1969 ·
1970 – 1979 ·
1980 – 1989 ·
1990 – 1999 ·
2000 – 2009 ·
2010 – 2019 ·
2020 − 2029
EK's: 1968 ·
1980 ·
1988 ·
1992 ·
1996 ·
2000 ·
2004 ·
2012 · 
2016 · 
2020 · 
2024
WK's: 1950 ·
1954 ·
1958 ·
1962 ·
1966 ·
1970 ·
1982 ·
1986 ·
1990 ·
1998 ·
2002 ·
2006 ·
2010 ·
2014 ·
2018 · 
2022
Albanië ·
Algerije ·
Andorra ·
Argentinië ·
Australië ·
Azerbeidzjan ·
België ·
Bosnië en Herzegovina ·
Brazilië ·
Bulgarije ·
Canada ·
Chili ·
China ·
Colombia ·
Costa Rica ·
Cyprus ·
Denemarken ·
DDR · 
Duitsland ·
Ecuador ·
Egypte ·
Estland ·
Finland ·
Frankrijk ·
Georgië ·
Ghana ·
GOS ·
Griekenland ·
Honduras ·
Hongarije ·
Ierland ·
IJsland · 
Iran ·
Israël ·
Italië ·
Ivoorkust ·
Jamaica ·
Japan ·
Joegoslavië ·
Kameroen ·
Kazachstan ·
Koeweit ·
Kosovo ·
Kroatië ·
Liechtenstein ·
Litouwen ·
Luxemburg ·
Maleisië ·
Malta ·
Marokko ·
Mexico ·
Moldavië ·
Montenegro ·
Nederland ·
Nieuw-Zeeland ·
Nigeria ·
Noord-Ierland ·
Noord-Macedonië ·
Noorwegen ·
Oekraïne ·
Oostenrijk ·
Panama · 
Paraguay ·
Peru · 
Polen ·
Portugal ·
Roemenië ·
Rusland ·
San Marino · 
Saoedi-Arabië ·
Schotland ·
Senegal ·
Servië ·
Servië en Montenegro · 
Slovenië ·
Slowakije ·
Sovjet-Unie ·
Spanje ·
Trinidad en Tobago ·
Tsjechië ·
Tsjecho-Slowakije ·
Tunesië ·
Turkije ·
Uruguay ·
Verenigde Staten ·
Wales ·
Wit-Rusland ·
Zuid-Afrika ·
Zuid-Korea ·
Zweden ·
Zwitserland
Algerije (2010) · 
Argentinië (1986) · 
Argentinië (1998) · 
Argentinië (2002) · 
België (1990) · 
België (2018, 1) · 
België (2018, 2) · 
Brazilië (2002) · 
Colombia (1998) ·
Colombia (2018) ·
Costa Rica (2014) ·
Denemarken (2002) ·
Denemarken (2021) · 
Duitsland (2000) ·
Duitsland (2010) ·
Duitsland (2021) ·
Ecuador (2006) ·
Egypte (1990) ·
Frankrijk (1982) ·
Frankrijk (2012) ·
Frankrijk (2022) ·
Ierland (1990) · 
IJsland (2016) ·
Italië (1990) · 
Italië (2012) · 
Italië (2014) · 
Italië (2021) · 
Kameroen (1990) · 
Koeweit (1982) · 
Kroatië (2018) ·
Kroatië (2021) · 
Marokko (1986) · 
Nederland (1990) · 
Nigeria (2002) · 
Oekraïne (2012) · 
Oekraïne (2021) ·
Panama (2018) · 
Paraguay (1986) · 
Paraguay (2006) · 
Polen (1986) · 
Portugal (1986) · 
Portugal (2000) · 
Portugal (2006) · 
Roemenië (1998) ·
Roemenië (2000) ·
Rusland (2016) ·
Schotland (2021) ·
Senegal (2022) ·
Slovenië (2010) ·
Slowakije (2016) ·
Spanje (1982) ·
Spanje (2024) ·
Trinidad en Tobago (2006) ·
Tsjechië (2021) ·
Tsjecho-Slowakije (1982) ·
Tunesië (1998) ·
Tunesië (2018) ·
Uruguay (2014) ·
Verenigde Staten (2010) ·
Wales (2016) · 
West-Duitsland (1966) ·
West-Duitsland (1982) ·
West-Duitsland (1990) ·
Zweden (2002) ·
Zweden (2006) · 
Zweden (2012)
NZS · A-internationals · Bondscoaches · Selecties · Statistieken · Sloveens vrouwenelftal · Olympisch elftal · Slovenië U21 · Slovenië U20 · Slovenië U19 · Slovenië U18 · Slovenië U17 · Slovenië U16
1991 – 1999 ·
2000 – 2009 ·
2010 – 2019 ·
2020 − 2029
EK's: 1996 · 
2000 · 
2004 · 
2008 · 
2012 · 
2016 · 
2020 · 
2024
WK's: 1998 · 
2002 · 
2006 · 
2010 · 
2014 · 
2018 ·
2022
1991 · 
1992 · 
1993 · 
1994 · 
1995 · 
1996 · 
1997 · 
1998 · 
1999 · 
2000 · 
2001 · 
2002 · 
2003 · 
2004 · 
2005 · 
2006 · 
2007 · 
2008 · 
2009 · 
2010 · 
2011 · 
2012 · 
2013 · 
2014 · 
2015 · 
2016 · 
2017 · 
2018 ·
2019 ·
2020 ·
2021 ·
2022 ·
2023 ·
2024
Albanië ·
Algerije ·
Argentinië ·
Armenië ·
Australië ·
Azerbeidzjan ·
België ·
Bosnië en Herzegovina ·
Bulgarije ·
Canada ·
China ·
Colombia ·
Cyprus ·
Denemarken ·
Duitsland ·
Engeland ·
Estland ·
Faeröer ·
 Finland ·
Frankrijk ·
Georgië ·
Ghana ·
Gibraltar ·
Griekenland ·
Honduras ·
Hongarije ·
IJsland ·
Israël ·
Italië ·
Ivoorkust ·
Joegoslavië ·
Kazachstan ·
Kosovo ·
Kroatië ·
Letland ·
Litouwen ·
Luxemburg ·
Malta ·
Mexico ·
Moldavië ·
Montenegro ·
Nederland ·
Nieuw-Zeeland ·
Noord-Ierland ·
Noord-Macedonië ·
Noorwegen ·
Oekraïne ·
Oman ·
Oostenrijk ·
Paraguay ·
Polen ·
Portugal ·
Qatar ·
Roemenië ·
Rusland ·
San Marino ·
Saoedi-Arabië ·
Schotland ·
Servië ·
Servië en Montenegro ·
Slowakije ·
Spanje ·
Trinidad en Tobago ·
Tsjechië ·
Tunesië ·
Turkije · 
Uruguay ·
Verenigde Arabische Emiraten ·
Verenigde Staten ·
Wales ·
Wit-Rusland ·
Zuid-Afrika ·
Zweden ·
Zwitserland
Algerije (2010) · 
Engeland (2010) · 
Paraguay (2002) · 
Spanje (2002) · 
Verenigde Staten (2010) · 
Zuid-Afrika (2002)